# Symmetroctena fumosa
Symmetroctena fumosa är en fjärilsart som beskrevs av W. Warren 1895. Symmetroctena fumosa ingår i släktet Symmetroctena och familjen mätare. Inga underarter finns listade i Catalogue of Life.